# Dennendijkse Bossen
De Dennendijkse Bossen (of: Dennendijksche Bossen) is een jong bosgebied van 310 ha in de Noord-Brabantse gemeente Asten.
Het gebied bevindt zich ten zuiden van de Astense Aa bij Liessel.
Het bos is aangeplant op zandverstuivingen en heidevelden die het meest noordelijke deel uitmaakten van de voormalig 'Groote heide van Asten'. In een uithoekje van het gebied, noordelijk van de A67 en nabij het dorp Liessel, komt nog steeds een klein plekje met min of meer open stuifzand voor. Het bos bestaat overwegend uit grove dennen en kent weinig bijzondere plantengroei. Het is eigendom van de Nederlandse gemeente Asten. 
Het gebied is genoemd naar de Astense Dennendijk, die ooit werd aangelegd als kade, die het zure veenwater uit de ooit zeer moerassige Groote Heide van Asten moest weren. Het gebied is onderdeel van een stiltegebied.

## De Bleeken
Binnen het gebied bevinden zich de restanten van een voormalig complex heidevennen die samen bekendstaan als de Bleeken. Deze gedeelten, die een aardige afwisselende wandelgelegenheid opleveren, zijn samen ca 40 ha groot. De Bleeken zijn restanten van een groot voormalig vennencomplex dat ooit een keten van ca zeven vennen telde. Enkele kleinere vennen zijn geheel ontwaterd en bebost, maar de grotere bleven als open ruimtes bewaard, zoals het Hermans Bleek in het noorden en iets zuidelijker het Goorkens Bleek. Deze werden tot weiland ontgonnen, net als het Jan Haring Bleek en de Start, die aan de rand van de bossen in het cultuurland zijn komen te liggen. De gemeente heeft in een uit de pacht gehaald stukje  van het Hermans Bleek enig bos geplant, wat moeras laten ontstaan en twee paddenpoelen aangelegd.